# Ulrich Häfelin
Ulrich Häfelin (* 26. März 1924 in Winterthur; † 2. Mai 2016) war ein Schweizer Rechtswissenschaftler.

## Leben
Häfelin promovierte 1953 bei Zaccaria Giacometti an der Universität Zürich, bei dem er sich 1961 auch habilitierte. Thema und Titel beider Schriften war Die Rechtspersönlichkeit des Staates. 1963 ernannte ihn die Universität Zürich zum Assistenzprofessor. 1969 erfolgte die Berufung zum Extraordinarius, 1972 zum Ordinarius. 1990 wurde er emeritiert.
Häfelin beriet in den Jahren 1959–1961 die Regierung und das oberste Gericht im Königreich Libyen und war Co-Gründungsdirektor des Instituts für Völkerrecht und ausländisches Verfassungsrecht der Universität Zürich. Nach seiner Emeritierung beriet er die neu errichtete juristische Fakultät der tschechischen Universität Olmütz in Studienfragen und beim Aufbau der Rechtsbibliothek.

## Schriften (Auswahl)
- Mit Walter Haller: Schweizerisches Bundesstaatsrecht. Ein Grundriss. Schulthess, Zürich 1984; zuletzt: Ulrich Häfelin, Walter Haller, Helen Keller, Daniela Thurnherr: Schweizerisches Bundesstaatsrecht. 9. Auflage. Schulthess, Zürich 2016, ISBN 978-3-7255-7411-7.
- Mit Georg Müller: Grundriss des allgemeinen Verwaltungsrechts. Schulthess, Zürich 1990; zuletzt: Ulrich Häfelin, Georg Müller, Felix Uhlmann: Allgemeines Verwaltungsrecht. Dike, Zürich/St. Gallen 2016, ISBN 978-3-03751-769-7.
- Ulrich Häfelin (Hrsg.): Menschenrechte, Föderalismus, Demokratie – Festschrift zum 70. Geburtstag von Werner Kägi. Schulthess, Zürich 1979, ISBN 978-3-7255-1987-3.